# Отто Базіль
Отто Базіль (нім. Otto Basil; 24 грудня 1901, Відень — 19 лютого 1983, Відень; до жовтня 1935 носив реальне ім'я Отто Адам Франц Базіль; і псевдоніми Маркус Нерманн, Каміль Шмаль) — австрійський письменник, публіцист і журналіст.

## Біографія

### Перші кроки
Після закінчення торгової академії у Відні, Базіль вивчав германістику та палеонтологію у Відні та Мюнхені. Після цього він займався різноманітною професійною діяльністю: працював журналістом і редакційним лектором, піаністом в барі і клерком в промисловості (з 1927 у майстерні Белера). Також працював як драматург, і як публіцист в журналах культури. На початку 1920-х років він був одним з редакторів журналу Слово. Крім того, у середині 1920-х років писав статті для Празького вечірнього аркушу.В 1938 році, після приєднання Австрії до Німеччини Базілю було заборонено писати, він був заарештований гестапо за «насмішки над фюрером». В його визволенні взяв участь Йозеф Вайнхебер (Josef Weinheber). Після Другої світової війни, до 1947 року, Базіль працював прес-секретарем і драматургом у Віденському народному театрі під керівництвом Гюнтера Хенеля (Günther Haenel), і організовував з Ганелем і Густавом Манкером в коридорах народного театру виставки сучасних художників сюрреалістів, таких як Едгар Єне. Гюнтер Хенель керував театром відповідно сучасності, і поставив багато тих п'єс, бачити які за часи фашистської системи публіка не могла. Отто Базіль писав: «Це був будинок сили, який нагадував про дикі дні експресіонізму.»

### ПЛАН (PLAN)
З 1948 року  Базіль поновив видавницьку діяльність, і почав видавати авангардистський літературно — художній журнал ПЛАН (PLAN), в примірниках якого публікував артиклі багатьох сучасних австрійських письменників, музикантів і вчених. Частково на базі підготовлених вже до 1937 року статей продовжував він у наступні роки заходи для популяризації нової післявоєнної австрійської літератури і звернув увагу на такі імена, як Бертольт Брехт, Альбер Камю, Т. С. Еліот, Герман Брох, Гайміто фон Додерер, Пауль Целан, Еріх Фрід, Теодор Крамер, Йозеф Кальмер і Ернст Вальдінгер, Ільзе Айхінгер, Фрідеріке Майрекер. Робив огляд як до- так і післявоєнної європейської літератури. ПЛАН (PLAN) був суспільно-політичним антиподом Християнсько-консервативного журналу Вежа, який був профінансований з коштів Народної партії Австрії (ÖVP). Журнал Отто Базіля був безпартійний (не зважаючи на те, що Базіль короткочасно був членом Комуністичної партії Австрії(KPÖ) і спадкоємцем журналу Карла Крауса «Факел». ПЛАН (PLAN), відкрито представляв письменників різних напрямків і був, за словами Ганса Гейнца Ханла (Hans Heinz Hahnl), тим самим: «єдиним журналом, який об'єднував їх з особливої політичної і естетичної лінії лібералізму, дозволив, щоб відкрито встали одночасно Гуґо Гупперт і Ганс Вайґель, Йоганн Гунерт і Пауль Целан».
 В цьому журналі вперше з'явилися власні вірші Гупперта, та його переклади радянських поетів Володимира Маяковського і Бориса Пастернака. Завдяки участі в образотворчому мистецтві ПЛАН стояв біля публіцистичних зачатків фантастичного реалізму.
З 1948 по 1964 роки Базіль був керівником центру культури Нової щоденної газети Австрії, де він писав про «час розкопок» — з оглядом на плани гри Віденського театру, але, з критичним судженням, «поганих і незручних сучасників: Брукнера, Брехта, Цукмайєра, Хорвата, Ксокора, Хохвельдера, з якими ми колись побутували в прохолодний склеп.»

### «Якщо б фюрер знав»
У 1966 році вийшов роман Отто Базіля Якщо б фюрер знав (Wenn das der Führer wüßte!) — сатира на «третій Рейх», в якому він показує божевілля нацизму.  Німецька імперія торжествує перемогу і продовжує провадити свої шалені ідеологічні помилки в дію в довгостроковій перспективі. Рейх будує країну, де жорстокість і презирство до людей закореніло жахливим чином у повсякденному житті і культурі; де дух і наука «расово орієнтовані»,  і в музеї демонструються опудала людей. В романі, згідно Базілю, пройшло 20 років після скидання першої атомної бомби , проте ця атомна бомба була скинута не на Хіросіму, а на Лондон, і нацисти виграли війну. До Рейху належать  також Африка і США. Світ поділений на Схід і Захід. Захід - це німецька імперія, із своїми васалами і завойованими територіями в Америці. Схід - Японія. Рейх, після славної перемоги,  потонув у міфах, забобонах та обожнюванні Німеччини. А хто не має щастя відповідати зображенню нордичних людей, істинним аріям, стає кріпаком, рабом панів. Папа Римський і Далай-лама схоплені у полон задля  проходження операції в нейрохірургічній клініці, в Кельні. Від Ірландії до Уралу СС будують  замки свого ордену, наприклад такі, як Вевельсбург, Вальхалле, займаються  розведенням монстрів, будують табори для селекції людей.  Ці нацистські езотерики чи навряд з'явилися б в романі, якби їх не було в дійсності, ще до написання роману.

### Поховання
Отто Базіль  до своєї смерті в 1983 році був вільним письменником і членом ПЕН-клубу у Відні. Базіль  похований в почесний освяченій могилі на Віденському центральному кладовищі (група 40, № 153).

## Нагороди
- 1965: Премія міста Відня за публіцистику /Preis der Stadt Wien für Publizistik
- 1981: Австрійська державна премія в області публіцистики і культури /Österreichischer Staatspreis für Kulturpublizistik

## Праці
Літературна спадщина  Базіля складається в основному з віршів та оповідань, одного роману та  двох фундаментальних монографій про Георга Тракля (1965) і Йохана Нестроя  (1967). Збірку з його театральних рецензій за період 1947-1966 р.р. зібрав у 1981, році у єдиному виданні Похвала і осуд (Lob und Tadel)  Пауль Віммер.
У поетичній творчості Отто Базіля відчувається вплив Райнер Марія Рільке, а також французького та сучасного експресіонізму. Літератуним прикладом для нього був Карл Краус.

### Твори німецькою мовою
- Sternbild der Waage. Gedichte aus zwei Zyklen. Müller Verlag, Wien 1945.
- Johann Nestroy. Mit Selbstzeugnissen und Bilddokumenten dargestellt. Rowohlt, Reinbek 2001, ISBN 3-499-50132-5 (Nachdr. d. Ausg. Reinbek 1967).
- Apokalyptischer Vers. Müller Verlag, Wien 1947.
- Georg Trakl. Mit Selbstzeugnissen und Bilddokumenten dargestellt. 18. Aufl. Rowohlt, Reinbek 2003, ISBN 3-499-50106-6 (Nachdr. d. Ausg. Reinbek 1965).
- Ein wilder Garten ist dein Leib. Die Frau um die Jahrhundertwende, Forum Verlag, Wien 1968.
- mit Herbert Eisenreich und Ivar Ivask: Das große Erbe. Aufsätze zur österreichischen Literatur; Panorama vom Untergang Kakaniens. Verlag Stiasny, Graz/Wien 1962.
- Wenn das der Führer wüsste! Roman Milena-Verlag, Wien 2011, ISBN 978-3-85286-197-5 (Nachdr. d. Ausg. Wien 1966).
- Schon sind wir Mund und Urne. Ausgewählte Gedichte. Rimbaud Presse, Aachen 2008, ISBN 978-3-89086-565-2.

### Твори російською мовою
- Отто Базиль - Георг Тракль. Сам о себе, в трактовке Отто Базиля. Видавництво: Урал ЛТД, 2000, серія: Биографические ландшафты, ISBN 5-8029-0138-1, 3-499-50106-6